# 藤原良尚
藤原 良尚（ふじわら の よしひさ）は、平安時代初期から前期にかけての貴族。藤原南家、参議・藤原巨勢麻呂の曽孫。常陸介・藤原春継の子。官位は従四位上・右兵衛督。

## 経歴
文徳天皇が即位した嘉祥3年（850年）に右近衛権将監に任ぜられる。のち右近衛将監・大和権大掾・蔵人を経て、斉衡2年（855年）従五位下・右近衛少将兼大和介に叙任されるなど、文徳天皇に近習として仕える。斉衡3年（856年）上総権介として地方官に転任する。
清和天皇即位後まもない貞観元年（859年）正月に左近衛少将として京官に復帰する。貞観2年（860年）近江権介を兼ねる。同年、母の喪に服して官職を辞すがまもなく本官に復帰し、11月には従五位上に叙せられる。貞観8年（866年）正五位下、貞観11年（869年）従四位下・右近衛権中将と武官を務めつつ累進し、貞観17年（875年）従四位上・右兵衛督に至った。
貞観19年（877年）3月10日卒去。享年60。最終官位は従四位上行右兵衛督兼相模守。
父の春継は、祖父の黒麻呂とともに開発した藻原荘に住み生涯を終えたが、墓所の保全のため藻原荘を興福寺に施入するよう遺言していた。しかし、良尚も遺言を果たさず急死したため、寛平2年（890年）に子の菅根らが興福寺に施入した。

## 人物
武芸を好み腕力が人並み外れて強く、非常に胆力もあった。また、容姿も美しかったという。

## 官歴
『六国史』による。
- 時期不詳：正六位上
- 嘉祥3年（850年） 日付不詳：右近衛権将監
- 時期不詳：右近衛将監。蔵人
- 仁寿4年（854年） 日付不詳：兼大和権大掾
- 斉衡2年（855年） 正月7日：従五位下。正月15日：右近衛少将兼大和介
- 斉衡3年（856年） 9月27日：上総権介
- 貞観元年（859年） 正月13日：左近衛少将。3月22日：兼上総権介
- 貞観2年（860年） 正月16日：近江権介。3月29日：賜右京一條三坊地1町。日付不詳：辞官（母服喪）。日付不詳：復本官。11月16日：従五位上
- 貞観3年（861年） 2月25日：兼近江介
- 貞観8年（866年） 正月7日：正五位下
- 貞観10年（868年） 正月16日：兼備前権守
- 貞観11年（869年） 正月7日：従四位下。12月13日：右近衛権中将
- 貞観12年（870年） 正月25日?：止備前権守[3]
- 貞観15年（873年） 正月13日?：右近衛中将[3]
- 貞観17年（875年） 正月7日?：従四位上[3]。正月13日：兼相模守。8月15日?：右兵衛督[3]
- 貞観19年（877年） 3月10日：卒去（従四位上行右兵衛督兼相模守）

## 系譜
『尊卑分脈』による。
- 父：藤原春継
- 母：坂上盛の娘
- 妻：菅野高年の娘
  - 四男：藤原菅根（856-908）
  - 九男：藤原当幹（864-941）
- 妻：藤原秋緒の娘
  - 男子：藤原真興
- 妻：滋野氏
  - 男子：藤原顕相（?-923）
  - 男子：藤原真能守（?-923）